# Aprosictus bilineatus
Aprosictus bilineatus är en skalbaggsart som beskrevs av Conrad Ritsema 1881. Aprosictus bilineatus ingår i släktet Aprosictus och familjen långhorningar. Inga underarter finns listade i Catalogue of Life.